# 岐阜市柳津生涯学習センター
岐阜市柳津生涯学習センター（ぎふしやないづしょうがいがくしゅうセンター）は、岐阜県岐阜市にある岐阜市の生涯学習施設、集会施設である。

## 概要
- 生涯学習の推進を図ることを目的として施設である。
- 羽島郡柳津町の生涯学習施設柳津町生涯学習センターとして1982年（昭和57年）開館。2006年（平成18年）に柳津町が岐阜市に編入され、岐阜市柳津生涯学習センターに改称する。

## 施設概要
1階
- 多目的ホール（広さ124.61㎡）
- 第1研修室
- 第2研修室
- 図書室
- 相談室

2階
- 調理室
- 第1会議室　※柳津小学校の放課後児童クラブが使用
- 第2会議室　※柳津小学校の放課後児童クラブが使用
- 第3会議室　※柳津小学校の放課後児童クラブが使用

## 利用案内
- 住所：岐阜市柳津町下佐波西1丁目7番地
- 利用時間：9：00 - 21：30
- 休館日：年末年始（12月29日 - 1月3日）

## 交通アクセス
- 境川らくちゃんバス青ルート「やまだ整形外科・内科クリニック・柳津⽣涯学習センター」バス停より徒歩すぐ。
- 岐阜バス茜部三田洞線「もえぎの里」バス停より徒歩約3分。
  - 岐阜駅（JR岐阜駅バスターミナル）、名鉄岐阜駅（名鉄岐阜のりば）より【E72】もえぎの里行き

## 周辺施設
- 岐阜市もえぎの里多目的体育館
- 岐阜市もえぎの里
- 岐阜市立境川中学校
- 岐阜市立柳津小学校
- カラフルタウン岐阜
- 岐阜流通センター
- トヨタ紡織岐阜工場